# Simulium peskovi
Simulium peskovi är en tvåvingeart som beskrevs av Ismagulov och Koshkimbaev 1996. Simulium peskovi ingår i släktet Simulium och familjen knott.
Artens utbredningsområde är Kazakstan. Inga underarter finns listade i Catalogue of Life.